# 原竹園町臺南州職員宿舍

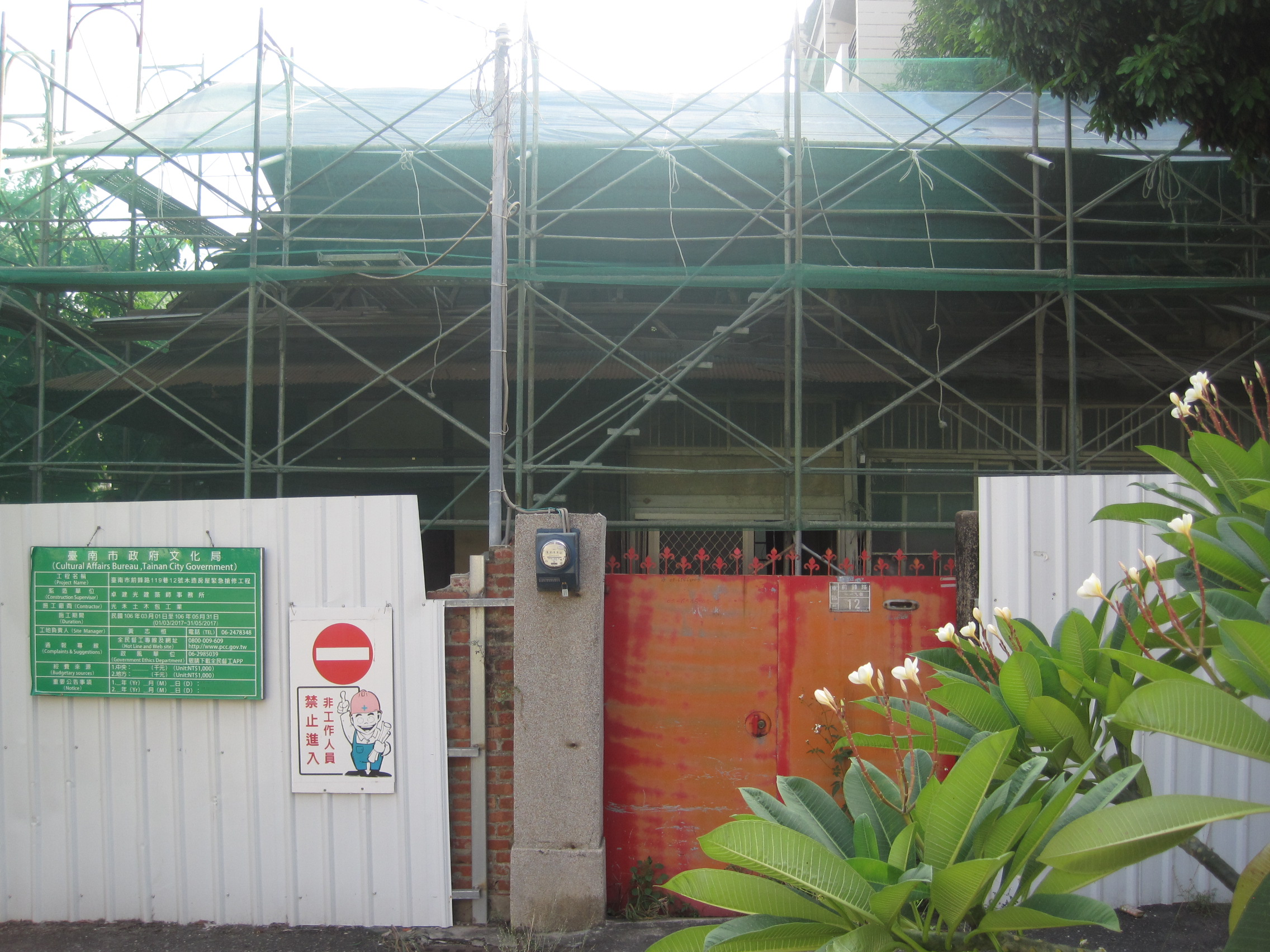
修復中的宿舍

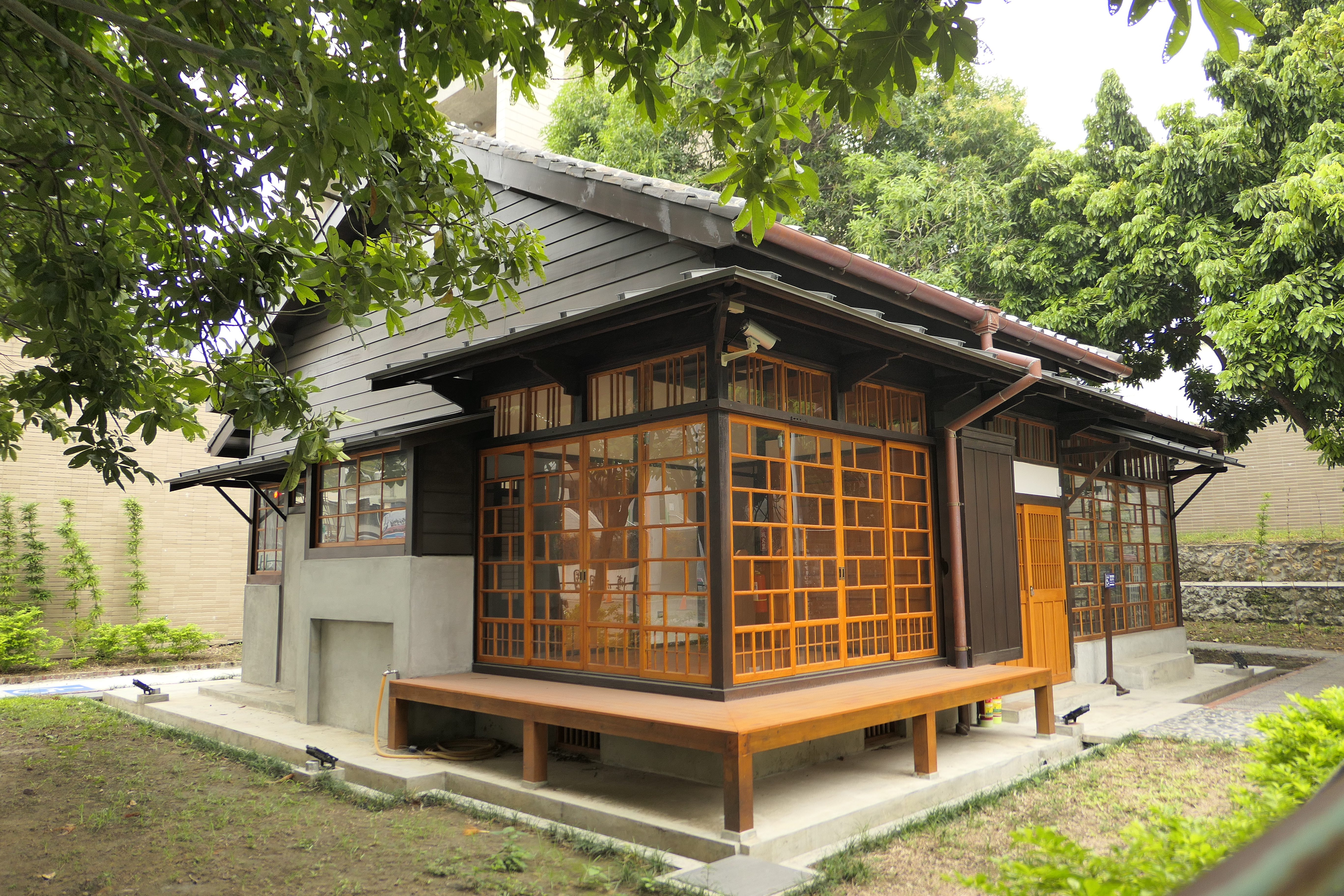
修復後的宿舍（2020年）

原竹園町臺南州職員宿舍是臺南市東區的一棟日式宿舍，位於博愛國小斜對面。該建築建於1935年，最初作為臺南州的職員宿舍。在戰後成為臺南市職員宿舍，並在2016年被登錄為臺南市歷史建築。2021年10月15日起，由「卓也小屋工作坊」在此處經營「卓也竹園町」。

## 沿革
日治時期的臺南市竹園町設有許多的官舍，大部分為臺南州廳的職員宿舍，如臺南州知事官邸、臺南州內務部長官舍（原臺南廳長官邸）和其他職員宿舍。此地區大量的官舍分布、使竹園町的內地人（日本人）比例高達六成，僅次於旭町。
此建築當時的住址為竹園町一丁目48番地，曾有臺南州財務課及稅務課官員居住於此，如伊藤賢瑞、金守直隆和丘石頭；在戰後則作為臺南市政府員工宿舍。附近區域其他原有日式宿舍均已拆除，目前僅存此棟臺南州職員宿舍，能夠見證區域原有空間紋理及歷史變遷。
建築物在2019年整修完成後，於2021年由「卓也小屋工作坊」經營管理。2021年10月15日傍晚舉行「卓也竹園町」開幕茶會。

## 其他
臺南市政府曾於2017年選定此作為王育德紀念館，並計畫於2018年9月開館，但後來將紀念館改設在吳園內。